# Aguas Buenas (Uruguay)
Aguas Buenas ist eine Ortschaft im Zentrum Uruguays.

## Geographie
Sie befindet sich auf dem Gebiet des Departamento Durazno in dessen Sektor 5. Nächstgelegene Ansiedlungen sind San Jorge im Nordwesten und Blanquillo im Osten.

## Einwohner
Aguas Buenas hatte bei der Volkszählung im Jahr 2011 86 Einwohner, davon 48 männliche und 38 weibliche.
| Jahr | Einwohner |
| ---- | --------- |
| 1963 | 109       |
| 1975 | 104       |
| 1985 | 106       |
| 1996 | 83        |
| 2004 | 110       |
| 2011 | 86        |

Quelle: Instituto Nacional de Estadística de Uruguay